# Бівер-Кроссінг (Небраска)
Бівер-Кроссінг (англ. Beaver Crossing) — селище (англ. village) в США, в окрузі Сюорд штату Небраска. Населення — 375 осіб (2020).

## Географія
Бівер-Кроссінг розташований за координатами 40°46′40″ пн. ш. 97°16′57″ зх. д. / 40.77778° пн. ш. 97.28250° зх. д. (40.777916, -97.282465).  За даними Бюро перепису населення США в 2010 році селище мало площу 1,71 км², з яких 1,70 км² — суходіл та 0,02 км² — водойми.

## Демографія
Згідно з переписом 2010 року, у селищі мешкали 403 особи в 171 домогосподарстві у складі 121 родини. Густота населення становила 235 осіб/км².  Було 187 помешкань (109/км²).
Расовий склад населення:
| - 97,8 % — білих - 0,5 % — азіатів - 0,2 % — корінних американців - 0,2 % — чорних або афроамериканців |

До двох чи більше рас належало 1,2 %. Частка іспаномовних становила 1,0 % від усіх жителів.
За віковим діапазоном населення розподілялося таким чином: 22,8 % — особи молодші 18 років, 60,8 % — особи у віці 18—64 років, 16,4 % — особи у віці 65 років та старші. Медіана віку мешканця становила 47,1 року. На 100 осіб жіночої статі у селищі припадало 114,4 чоловіків;  на 100 жінок у віці від 18 років та старших — 106,0 чоловіків також старших 18 років.
Середній дохід на одне домашнє господарство  становив 63 702 долари США (медіана — 53 000), а середній дохід на одну сім'ю — 68 303 долари (медіана — 58 958). Медіана доходів становила 40 000 доларів для чоловіків та 22 321 долар для жінок. За межею бідності перебувало 8,4 % осіб, у тому числі 17,5 % дітей у віці до 18 років та 4,7 % осіб у віці 65 років та старших.
Цивільне працевлаштоване населення становило 224 особи. Основні галузі зайнятості: освіта, охорона здоров'я та соціальна допомога — 21,4 %, виробництво — 17,0 %, роздрібна торгівля — 15,2 %.